# Rajd Turcji 2006

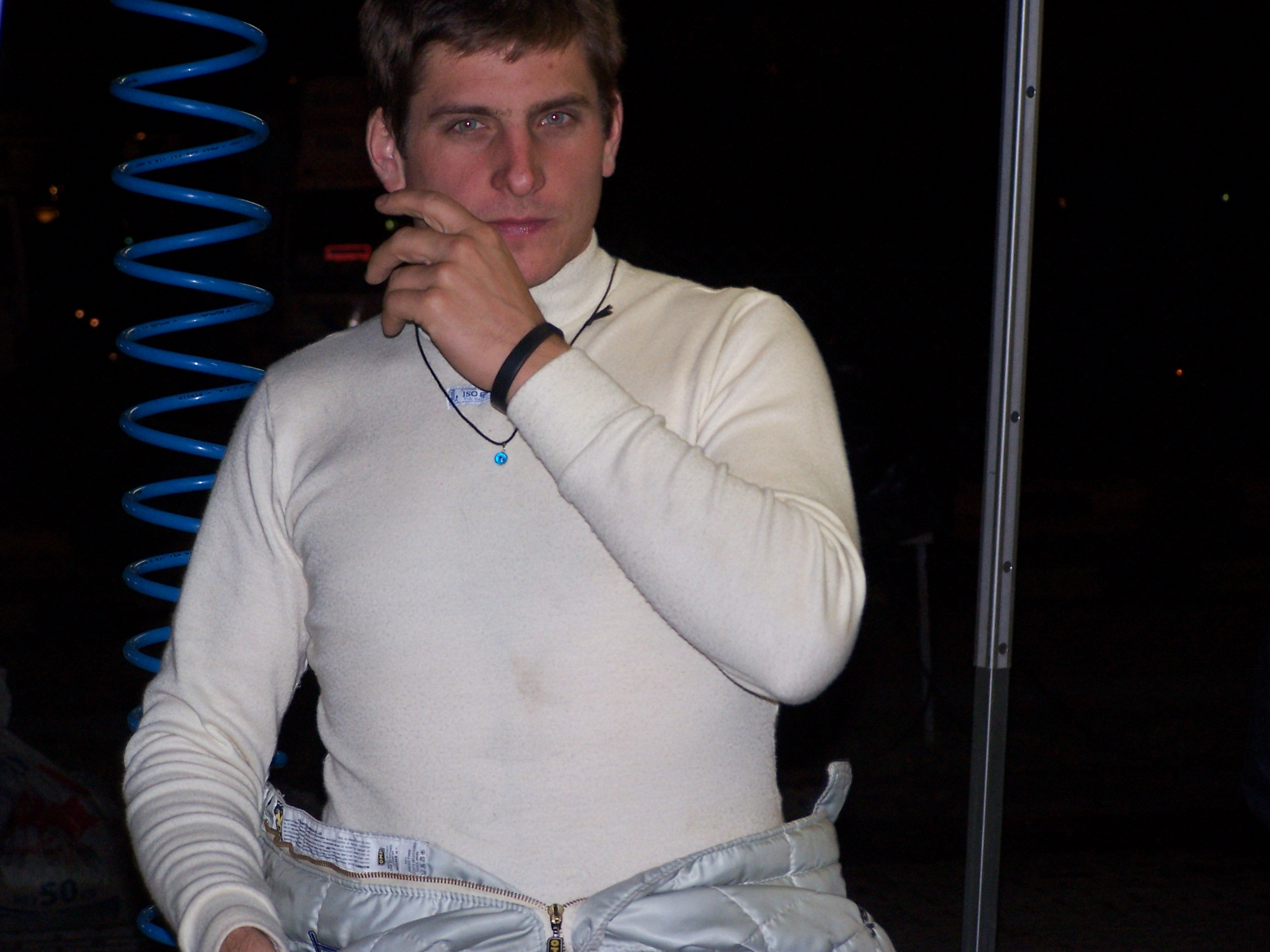
François Duval podczas rajdu

Rezultaty Rajdu Turcji, eliminacji Rajdowych Mistrzostw Świata, który odbył się w dniach 13-15 października 2006:

## Klasyfikacja końcowa
| Msc.                   | Kierowca               | Pilot                  | Samochód               | Czas                   | Strata                 | Grupa                  | Punkty                 |
| Klasyfikacja generalna | Klasyfikacja generalna | Klasyfikacja generalna | Klasyfikacja generalna | Klasyfikacja generalna | Klasyfikacja generalna | Klasyfikacja generalna | Klasyfikacja generalna |
| ---------------------- | ---------------------- | ---------------------- | ---------------------- | ---------------------- | ---------------------- | ---------------------- | ---------------------- |
| 1                      | Marcus Grönholm        | Timo Rautiainen        | Ford Focus RS WRC 06   | 3:28:16.3              | 0.0                    | A8 M                   | 10                     |
| 2                      | Mikko Hirvonen         | Jarmo Lehtinen         | Ford Focus RS WRC 06   | 3:30:39.7              | 2:23.4                 | A8 M                   | 8                      |
| 3                      | Henning Solberg        | Cato Menkerud          | Peugeot 307 WRC        | 3:31:22.3              | 3:06.0                 | A8 M                   | 6                      |
| 4                      | Xavier Pons            | Carlos Del Barrio      | Citroën Xsara WRC      | 3:31:43.7              | 3:27.4                 | A8                     | 5                      |
| 5                      | Kosti Katajamäki       | Timo Alanne            | Ford Focus RS WRC 04   | 3:31:44.8              | 3:28.5                 | A8 M                   | 4                      |
| 6                      | Chris Atkinson         | Glenn MacNeall         | Subaru Impreza WRC     | 3:31:52.8              | 3:36.5                 | A8 M                   | 3                      |
| 7                      | Dani Sordo             | Marc Marti             | Citroën Xsara WRC      | 3:32:41.1              | 4:24.8                 | A8 M                   | 2                      |
| 8                      | Manfred Stohl          | Ilka Minor             | Peugeot 307 WRC        | 3:32:46.6              | 4:30.3                 | A8 M                   | 1                      |
|                        |                        |                        |                        |                        |                        |                        |                        |
| 10                     | Andreas Aigner         | Klaus Wicha            | Škoda Fabia WRC        | 3:35:13.7              | +6:57.4                | A8 M                   |                        |
|                        |                        |                        |                        |                        |                        |                        |                        |
| 27                     | Michał Kościuszko      | Jarosław Baran         | Suzuki Ignis S1600     | 4:20:10,2              | 51:53,9                | A6                     |                        |
| JWRC                   |                        |                        |                        |                        |                        |                        |                        |
| 1.                     | Urmo Aava              | Kuldar Sikk            | Suzuki Swift S1600     | 4:02:06.5              | 0.0                    | A6                     | 10                     |
| 2.                     | Conrad Rautenbach      | David Senior           | Renault Clio S1600     | 4:02:37.2              | 30.7                   | A6                     | 8                      |
| 3.                     | Jozef Béreš            | Petr Starý             | Suzuki Ignis S1600     | 4:02:46.0              | 39.5                   | A6                     | 6                      |
| 4.                     | Guy Wilks              | Phil Pugh              | Suzuki Swift S1600     | 4:04:16.6              | 2:10.1                 | A6                     | 5                      |
| 5.                     | Kris Meeke             | Glenn Patterson        | Citroën C2 S1600       | 4:05:20.9              | 3:14.4                 | A6                     | 4                      |
| 6.                     | Martin Prokop          | Jan Tománek            | Citroën C2 S1600       | 4:07:55.0              | 5:48.5                 | A6                     | 3                      |
| 7.                     | Julien Pressac         | Jacques Boyere         | Citroën C2 S1600       | 4:12:23.0              | 10:16.5                | A6                     | 2                      |
| 8.                     | Bernd Casier           | Frédéric Miclotte      | Renault Clio S1600     | 4:15:10.9              | 13:04.4                | A6                     | 1                      |

1. ↑  Litera M przy oznaczeniu grupy do której należy samochód oznacza, iż tylko ci kierowcy zdobywali punkty dla swoich zespołów liczonych w klasyfikacji producentów na koniec sezonu.

## Nie ukończyli
- Colin McRae
- Jan Kopecký
- Z powodu kontuzji w rajdzie nie mógł wystartować lider klasyfikacji kierowców, Francuz Sébastien Loeb.

## Zwycięzcy odcinków specjalnych
| Numer | Nazwa                | Zwycięzca                   |
| ----- | -------------------- | --------------------------- |
| OS1   | Perge 1              | odwołany                    |
| OS2   | Myra 1               | odwołany                    |
| OS3   | Kumluca              | M. GRÖNHOLM / T. RAUTIAINEN |
| OS4   | Perge 2              | odwołany                    |
| OS5   | Myra 2               | M. GRÖNHOLM / T. RAUTIAINEN |
| OS6   | Kumluca 2            | M. GRÖNHOLM / T. RAUTIAINEN |
| OS7   | Tekirova 1           | P. SOLBERG / P. MILLS       |
| OS8   | Phaselis 1           | P. SOLBERG / P. MILLS       |
| OS9   | Akdeniz University 1 | P. SOLBERG / P. MILLS       |
| OS10  | Kemer 1              | P. SOLBERG / P. MILLS       |
| OS11  | Silyon 1             | M. GRÖNHOLM / T. RAUTIAINEN |
| OS12  | Kemer 2              | M. GRÖNHOLM / T. RAUTIAINEN |
| OS13  | Silyon 2             | M. HIRVONEN / J. LEHTINEN   |
| OS14  | Chimera 1            | P. SOLBERG / P. MILLS       |
| OS15  | Phaselis 2           | D. SORDO / M. MARTI         |
| OS16  | Akdeniz University 2 | M. HIRVONEN / J. LEHTINEN   |
| OS17  | Tekirova 2           | F. DUVAL / P. PIVATO        |
| OS18  | Chimera 2            | P. SOLBERG / P. MILLS       |
| OS19  | Olympos              | P. SOLBERG / P. MILLS       |

## Klasyfikacja po 13 rundach
Tabele przedstawiają tylko pięć pierwszych miejsc.

### Kierowcy
| Lp. | Kierowca        | Pkt |
| --- | --------------- | --- |
| 1   | Sébastien Loeb  | 112 |
| 2   | Marcus Grönholm | 87  |
| 3   | Mikko Hirvonen  | 47  |
| 4   | Daniel Sordo    | 43  |
| 5   | Manfred Stohl   | 34  |

### Producenci
| Lp. | Producent                  | Pkt |
| --- | -------------------------- | --- |
| 1   | BP Ford World Rally Team   | 153 |
| 2   | Kronos Total Citroën WRT   | 145 |
| 3   | Subaru World Rally Team    | 83  |
| 4   | OMV Peugeot Norway         | 67  |
| 5   | Stobart VK Ford Rally Team | 35  |